# Philippe Bergeroo
Philippe Bergeroo (* 13. Januar 1954 in Ciboure, Département Pyrénées-Atlantiques) ist ein ehemaliger französischer Fußballtorwart und aktueller Fußballtrainer.

## Spielerkarriere
Von 1969 bis 1971 spielte er in der Jugend bei Arin Luzien. 1971 kam er als 17-Jähriger zu Girondins Bordeaux. Er blieb bis 1978 und wechselte danach zum OSC Lille. In Lille hütete der Torwart bis 1983 den Kasten. Auch in Lille konnte er keinen Titel erringen. 1983 wechselte er zum FC Toulouse, auch die letzten fünf Jahre seiner Karriere auf Vereinsebene waren titelfrei und 1988 beendete Bergeroo seine Karriere. 
International spielte er drei Mal für Frankreich. Er nahm an der Fußball-Europameisterschaft 1984 im eignen Land teil, wo er als Ersatztorhüter Europameister wurde. Weiters nahm er an der Fußball-Weltmeisterschaft 1986 in Mexiko, wiederum als Ersatztorhüter teil. Frankreich wurde Dritter.

## Trainerlaufbahn
Nach der aktiven Karriere wurde Bergeroo Trainer. Seine Trainerkarriere begann er beim nationalen Sportinstitut INSEP. 1990 kam er zum Männer-Nationalteam als Torwarttrainer. Er war unter anderem dafür verantwortlich, dass Fabien Barthez für die Fußball-Weltmeisterschaft 1998 im eigenen Land fit wurde. Bergeroo erhielt nach dem Weltmeistertitel 1998 ebenfalls eine Siegermedaille. In diesem Jahr wurde er Co-Trainer von Paris Saint-Germain und übernahm 1999 als Cheftrainer das Zepter in Paris. 2002 trainierte er noch kurzzeitig Stade Rennes und war im Folgejahr ebenfalls nur kurze Zeit für die französische U-16-Auswahl aktiv. Im gleichen Jahr kam er schließlich auch als Trainer zu Frankreichs U-17, wo er sein Amt bis 2004 innehatte und danach für einige Jahre keine nennenswerten Positionen besetzte. 2007 heuerte ihn der französische Fußballverband erneut als U-16-Teamchef an, war allerdings in dieser Position ebenfalls wieder nur ein Jahr im Einsatz. Von 2009 bis 2010 trainierte er die U-19-Auswahl seines Heimatlandes und ist seitdem weiterhin als Berater und Trainer beim französischen Verband aktiv.
Am 30. Juli 2013 entschied die Verbandsspitze, ihn anstelle von Bruno Bini mit der Rolle als Frauennationaltrainer zu betrauen. Dort hatte Bergeroo einen gelungenen Einstand, indem die von ihm trainierten Frauen erst in seinem achten Spiel sieglos blieben und sich verlustpunktfrei für die Frauen-WM 2015 in Kanada qualifizierten. Im Herbst 2014 nahm die FIFA ihn in ihre Vorauswahlliste für den Welt-Frauentrainer des Jahres auf. Nach den Olympischen Sommerspielen 2016 wurde Bergeroo als Nationaltrainer entlassen und durch den zuvor im Frauenfußball unerfahrenen Olivier Echouafni ersetzt.

## Erfolge
als Spieler:
- Europameister 1984

als Torwarttrainer:
- Weltmeister 1998